# Vardenafil
A vardenafil az erektilis diszfunkcióban szenvedő férfiak  kezelésére szolgáló orális gyógyszer. Természetes körülmények között, szexuális ingerre helyreállítja a zavart erekciós működést a hímvessző véráramlásának fokozása révén.
A pénisz erekciója haemodinamikai folyamat. A szexuális stimulus nitrogén oxid felszabadulásához vezet. Aktiválja a guanil cikláz enzimet, amely a ciklikus guanozin monofoszfát (cGMP) szintjének emelkedéséhez vezet a corpus cavernosumban. Ez viszont simaizom ellazulást okoz, ami lehetővé teszi a fokozott vérbeáramlást a péniszbe. A cGMP szintjét a guanil cikláz révén a szintézis üteme, illetve a cGMP lebomlásának mértéke szabja meg a hidrolizáló foszfodieszterázok (PDE) útján.
A vardenafil a cGMP-re specifikus 5 típusú foszfodieszteráz hatásos és szelektív gátlója, amely a corpus cavernosumban a legjelentősebb PDE. A vardenafil a PDE5 gátlása révén hatékonyan fokozza az endogén nitrogén oxid hatását a corpus cavernosumban. Amikor a szexuális stimulus hatására nitrogén oxid szabadul fel, a PDE5 gátlása emelkedett cGMP szintekhez vezet a corpus cavernosumban. Ezért szükséges a szexuális stimulus, hogy a vardenafil kedvező terápiás hatását kifejthesse.

## Védjegyezett nevű készítmények
- Levitra